# Frankie Morello

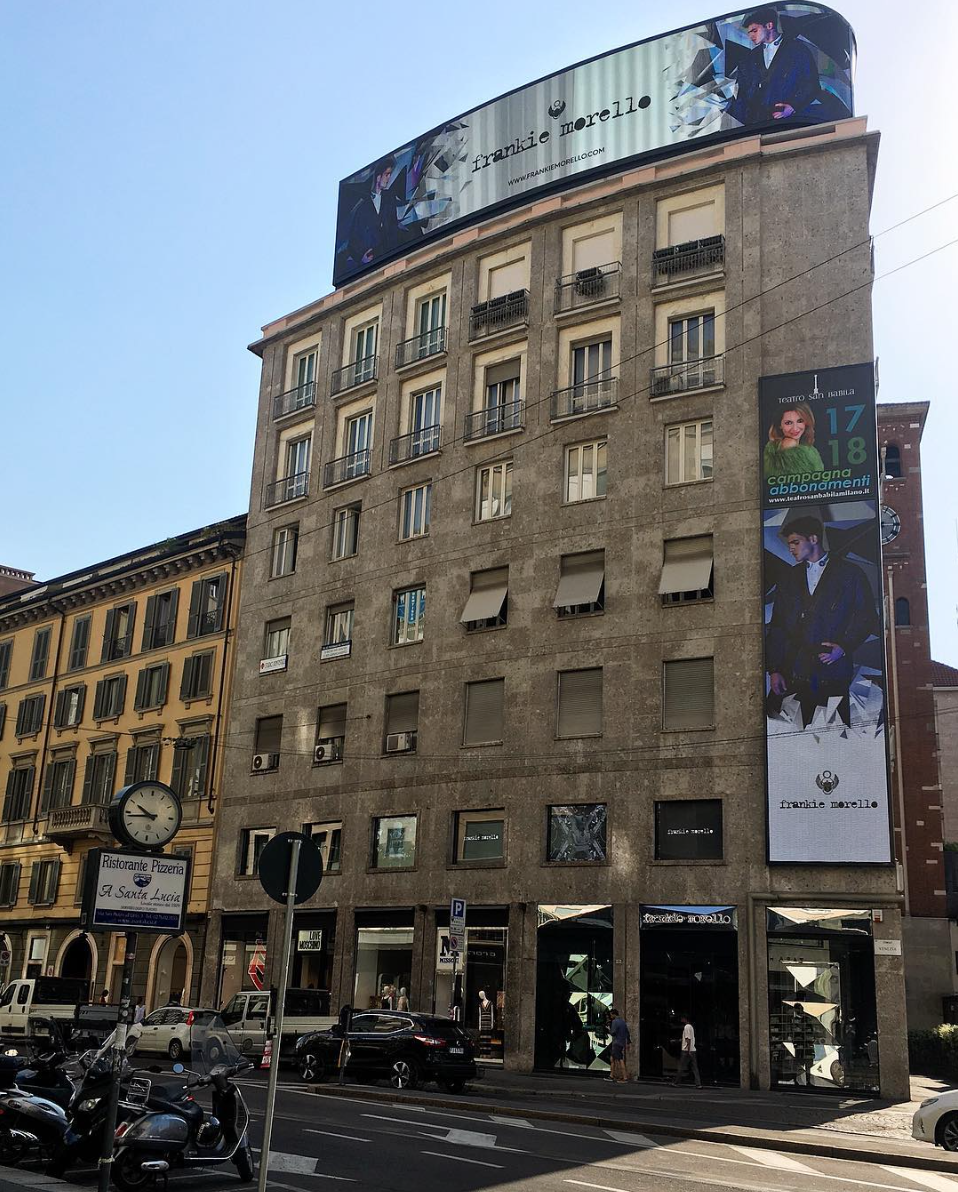
Здание Frankie Morello на Пьяцца Сан-Бабила, Милан

Frankie Morello — бренд одежды, основанный в 1999 году в Милане стилистами Маурицио Модика и Пьерфранческо Джильотти. Первая коллекция мужской моды была представлена в 1999 году.

## История
Пьерфранческо Джильотти учился в Миланском политехническом институте на факультете архитектуры. Окончив институт, он работал дизайнером по костюмам в разных крупных городах мира, таких как, Милан, Нью-Йорк, Стокгольм и Токио. Маурицио Модика, в свою очередь, работал дизайнером в итальянской компании, Alessi, производитель кухонных аксессуаров, так же организовывал выставки для неё. Затем работает в Париже и Милане, как художественный постановщик, хореограф, сценограф и дизайнер по костюмам в разных театрах и танцевальных шоу. Встреча будущих основателей Frankie Morello состоялась в 1998 году в компании общих друзей в Нью-Йорке. Они сразу же нашли много общего. Дизайнеры создали свой бренд Frankie Morello для тех, кто молод и кому не чужда самоирония.

### Название бренда
Название бренда происходит от имени бездомного щенка, которого молодые люди нашли, прогуливаясь по парку Милана. Вторая часть названия (Морелло) — фамилия мафиозного клана, существовавшего в начале XX века в Нью-Йорке.

### Создание Frankie Morello и первые коллекции
В 1999-м Пьерфранческо Джильотти и Маурицио Модика официально основали бренд Frankie Morello. В этом же году дизайнеры представили свою первую мужскую весенне-летнюю коллекцию. Оригинальный дизайн и стильная небрежность в одежде были неотъемлемыми составляющими этой коллекции. Пьерфранческо Джильотти поведовал: «Когда мы работали над своей первой коллекцией, мы серьёзно не думали о последствиях, не строили планов. Мы просто включились в игру, экспериментировали ради удовольствия, ради забавы и старались относиться ко всему легко и с чувством юмора».
В 2004 году была представлена первая коллекция женской одежды.
В 2006 году, по лицензиям фирм LEBonitas и Allison , вышла первая коллекция Frankie Morello Sexywear, в которой дизайнеры представили нижнее бельё, пляжную одежду и солнцезащитные очки, а с 2010 года — линия детской одежды.
С 2010 года в показах мужских и женских коллекций Джильотти и Модика начали представлять аксессуары (украшения, перчатки, головные уборы и т. д.).
В 2011 году появляется линия игрушек Frankie Morello Toys, рассчитанных на детей в возрасте от 9 месяцев до 14 лет.

## Открытие магазинов
В 2009 году на Корсо Маттеотти, в Милане, был открыт первый флагманский магазин марки . Открытие первого флагманского магазина знаменует собой важный шаг для консолидации роста бренда Frankie Morello Milan, отправной точкой проекта, который уже видел открытие других бутиков в Дохе, Ханчжоу и Шанхае.
Магазины марки Frankie Morello представлены в США, Италии, России, Японии, Франции, ОАЭ. Поклонниками бренда являются Сара Джессика Паркер, Рианна, Мик Джаггер, Леди Гага, Кайли Миноуг, Лили Аллен и другие знаменитости
В 2017 году бренд открыл несколько магазинов в Киеве, Ростове, Ханьчжоу, Шанхае, Шейняне и Чонгквине.
План развития, объявленный в феврале 2017 года, предусматривает открытие в Китае ещё 128 монобрендовых магазинов и десятка торговых точек к концу 2023 года.

## FMM srl

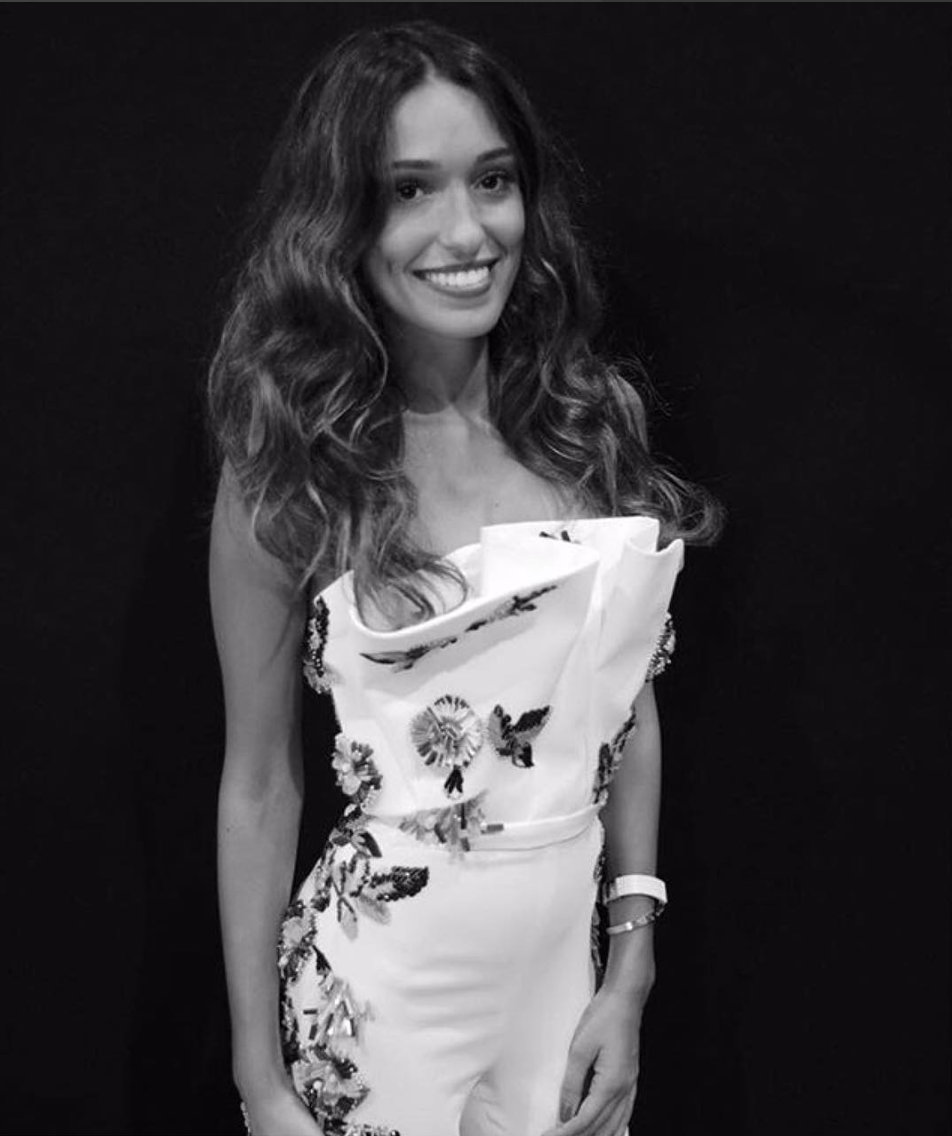
Анна Анджела Амматуро, генеральный директор Frankie Morello и группы FMM

В 2014 году нефтяная компания семейства Ammaturo Ludoil инвестирует в моду и роскошь, создав компанию FMM srl (ранее FMM SpA), основанную с целью приобретения доли в итальянских брендах. И теперь он полностью владеет брендом Frankie Morello , который поручен Анжеле Амматуро.

## Frankie Morello для Martini
В 2009 году Пьерфранческо Джильотти и Маурицио Модика разрабатывают дизайн бутылки игристого вина Martini Asti. Упаковка лимитированной коллекции представляет собой узор из звезд и сердец серебряного цвета.
В 2010 году дизайнеры запускают коллекцию одежды Frankie Morello for Martini для сотрудников компании Martini. Для мужчин модельеры выпускают жилеты из шерстяной ткани, зауженные брюки и облегающие рубашки, а для женщин, Джильотти и Модика создают платья-футляры, которые прошиты нитками, золотистого цвета, рубашки и брюки с лампасами. Этот элегантный стиль в одежде дизайнеры разбавили броскими аксессуарами — кепками, шляпами, платками, поясами, ободками и бабочками. Основными цветами коллекции являются фирменные цвета Martini — красный, белый, чёрный. Логотип компании Мартини и узор, в форме бокала, украшает одежду и аксессуары, выпускаемые дизайнерами.

## Офис Frankie Morello
Главный офис Frankie Morello, общей площадью 1000 м²., располагается на улице Пьетро Коллетта, 22 (Via Pietro Colletta) в Милане. Различные мероприятия, такие как выставки, встречи со СМИ и др., проходят в этом офисе, стены которого выкрашены в красные, зелёные, бежевые и фиолетовые цвета. Перед офисом расстелены ковровые дорожки, на которых проходят дефиле. Стойка в зале представляет собой цветочный горшок, вешалка для одежды имеет вид кактуса, телефон стилизован под гамбургер, а в кабинете находится кресло, с изображением В. И. Ленина.

## Благотворительность
Для привлечения внимания и защиты бездомных собак, Пьерфранческо и Маурицио организовали Рождественскую лотерею для поддержки Ассоциации защиты собак A.DI.CA, в 2011-м, в своём миланском выставочном зале, пригласив ди — джеев Ля Пин и Диего с радиостанции Radio DeeJay.
В 2012 году дизайнеры выпустили ограниченным тиражом коллекцию футболок с изображением четвероногих друзей. Вся сумма вырученных денег была перечислена на счёт Ассоциации защиты собак, A.DI.CA.